# Piano Vibrations
『ピアノ・ヴァイブレイション』（Piano Vibrations）は、キーボード奏者リック・ウェイクマン名義の初めてのアルバムである。1971年にイギリスで発表された

## 概要
本作の収録曲は、ウェイクマンがストローブスに加入してキーボーディストとしてA&Mレコードと契約する前、セッション・ミュージシャンとして活動していた時に録音された。ポリドールが企画したジョン・シュローダー（John Schroeder）監修の"Vibrations Series"の第3作として、1971年にウェイクマンが与り知らないうちに発表された。
収録曲の多くがカバーである。初のソロ・アルバム『ヘンリー八世と六人の妻』（1973年）や、それ以降の作品で披露されたような高度な技術を駆使した演奏ではないが、どんなジャンルの曲でも弾きこなすことのできる彼の技量が垣間見える小作品集である。
ウェイクマンは自分のウェブサイトで「本作はソロ・アルバムを目論んで制作されたものではなく、自分はソロ・アルバムとしては認識していない。本作は歴史が生み出した作品であることは事実であるが、自分にとっては特に誇らしく思えるようなものでもない」と述べている。

## リマスター盤
- 2003年に、ヴォイスプリント・レコード（日本盤はベル・アンティーク）からリマスター盤CDが発売された[4]。

## 収録曲

### サイド1
1. テイク・ミー・トゥ・ザ・パイロット - "Take Me to the Pilot" (エルトン・ジョン、バーニー・トーピン) – 3:00
2. イエロー・マン - "Yellow Man" (ランディ・ニューマン) – 2:36
3. キャスト・ユア・フェイト・トゥ・ザ・ウインド - "Cast Your Fate to the Wind" (ヴィンス・ガラルディ、キャレル・ウェーバー) – 2:35
4. グローリア・グローリア - "Gloria, Gloria" (ジョン・シュローダー、アンソニー・キング) – 3:08
5. ユア・ソング - "Your Song" (エルトン・ジョン、バーニー・トーピン) – 3:45

### サイド2
1. デルタ・レディー - "Delta Lady" (レオン・ラッセル) – 3:26
2. ア・ピクチャー・オヴ・ユー - "A Picture of You" (ジョン・シュローダー、アンソニー・キング) – 2:59
3. ホーム・スゥイート・オクラホマ - "Home Sweet Oklahoma" (レオン・ラッセル) – 3:22
4. ファイア・アンド・レイン - "Fire and Rain" (ジェームス・テイラー) – 3:25
5. クラシカル・ガス - "Classical Gas" (メイソン・ウィリアムス) – 2:56

## 参加ミュージシャン
- リック・ウェイクマン（グランドピアノ）
- ジョン・シュローダー・オーケストラ